# Kepler-30
Kepler-30 is een ster in het sterrenbeeld Lier (Lyra). De ster is een oranje dwerg en heeft drie bevestigde exoplaneten. De ster heeft bijna dezelfde massa als de Zon en ligt op een afstand van 3060 lichtjaar. 

## Planetenstelsel
Het planetenstelsel van de ster werd ontdekt door de Kepler-ruimtetelescoop van NASA en bevestigd in 2012 door middel van transitiefotometrie. De exoplaneten Kepler-30b, c en d zijn gasreuzen.
| Planeet | Massa     | Halve lange as (AE) | Omlooptijd (dagen) | Excentriciteit | Straal  |
| ------- | --------- | ------------------- | ------------------ | -------------- | ------- |
| b       | >0,036 MJ | 0,18                | 29,33              | —              | 0,35 RJ |
| c       | >2,01 MJ  | 0,30                | 60,32              | —              | 1,1 RJ  |
| d       | >0,073 MJ | 0,5                 | 143,34             | —              | 0,79 R⊕ |

## Afbeeldingen

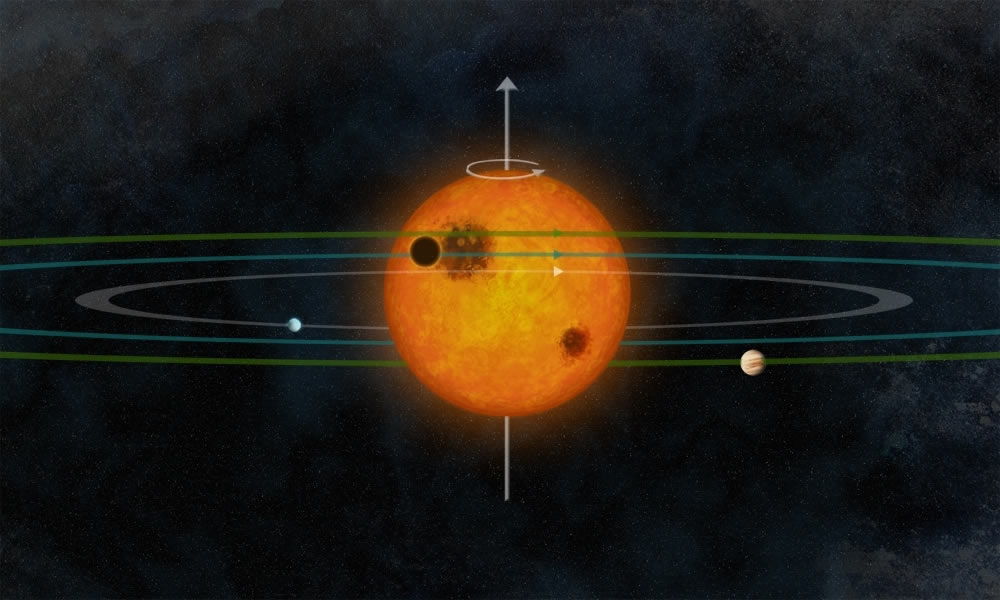
Het Kepler-30-stelsel